# Вилла Малапарте
Вилла Малапарте (итал. Villa Malaparte, Casa Malaparte) — загородное имение в восточной части итальянского острова Капри, памятник архитектуры XX века.
Дом был спроектирован около 1937 года архитектором Адальберто Либера для своего клиента — писателя, журналиста и кинорежиссёра Курцио Малапарте. Малапарте фактически отверг проект Либера и построил дом вместе с местным мастером Адольфо Амитрано, завершив его в 1942 году.
Малапарте завещал виллу, в которой гостили Альбер Камю, Альберто Моравиа и другие крупные писатели, правительству Китайской Народной Республики. В 1963 году Жан-Люк Годар снимал на вилле Малапарте свой фильм «Презрение». Сооружение труднодоступно и с моря, и с суши, и может посещаться только с разрешения владельца — представителя фонда Джорджо Рончи, который осуществляет ремонт и поддержание конструкции здания с конца 1980-х годов. На вилле сохраняется оригинальное убранство и большая часть обстановки, оставшейся от Малапарте.

## Предыстория
В 1936 году Малапарте впервые посетил остров Капри, приехав туда к своему другу Акселю Мунту, шведскому врачу и писателю. Именно во время этого визита ему понравился остров, в результате чего он решил приобрести участок и построить дом.

## Описание
Для строительства здания были использованы красный кирпич, цемент и камень. Окна и двери выполнены из дерева. Для облицовки ванной комнаты и спальни был использован мрамор, равно как и для стен в некоторых других комнатах.
Вилла Малапарте расположена на скале высотой в 32 метра с видом на Салернский залив. Конструкция здания разделена на 3 уровня и имеет форму коробки с усечённой западной стороной в виде монументальной лестницы, ведущей на крышу. На крыше расположена автономная округленная белая стена с увеличением по высоте. Это место задумано как солярий, для приема солнечных ванн. На первом этаже расположены гостевое крыло и комната с тирольской дровяной печью. На втором этаже расположены спальные и ванные мраморные комнаты в помпейском стиле в сочетании с огромным атриумом и гостиной. Здесь же находятся большой зал и библиотека.
Здание имеет доступ со стороны города Капри или с моря, по высеченной в скале лестнице с 99-ю ступенями. Доступ с моря невозможен в шторм, поскольку отсутствует пирс для швартовки.

Вилла Малапарте
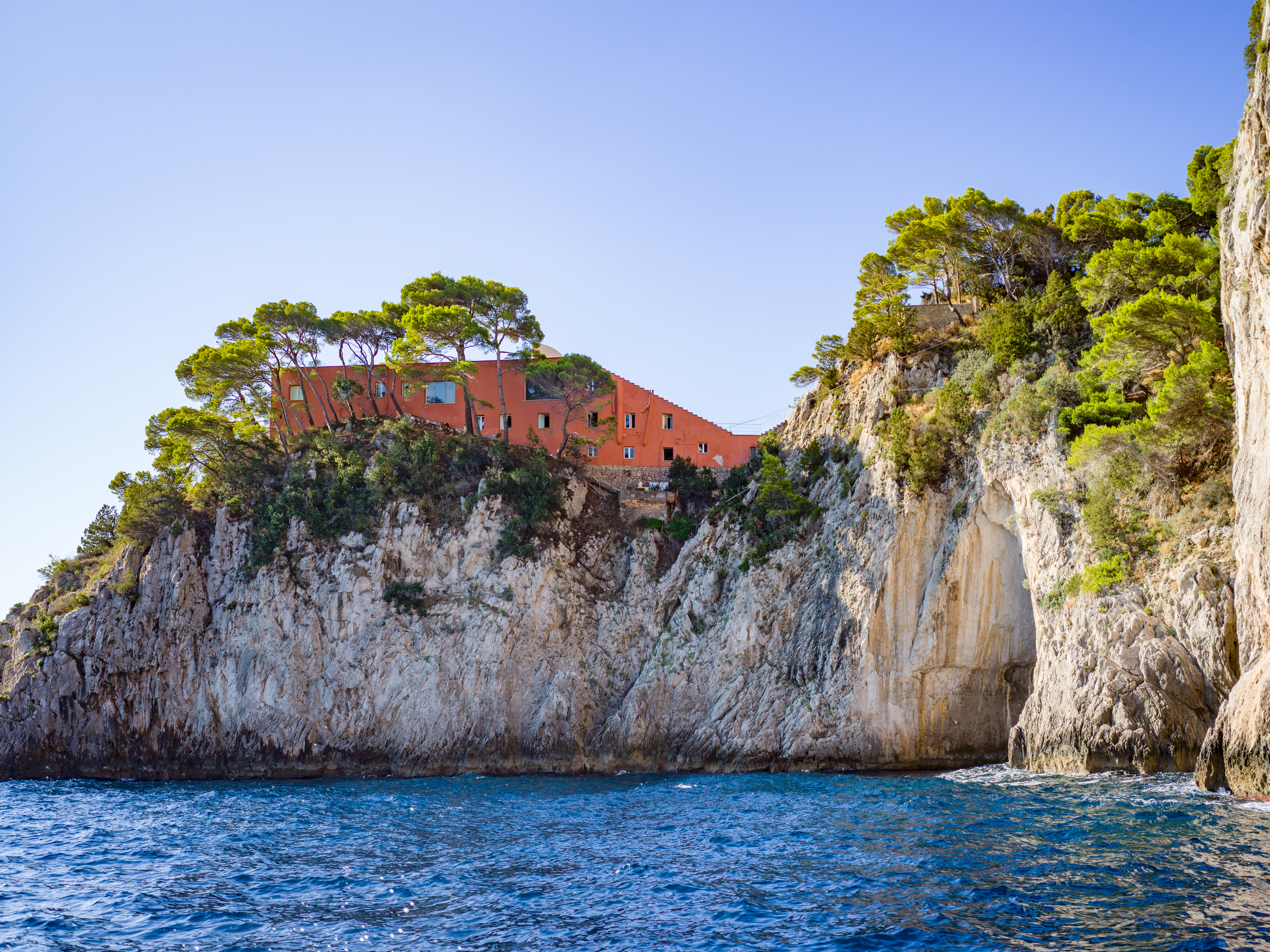
Вид с моря
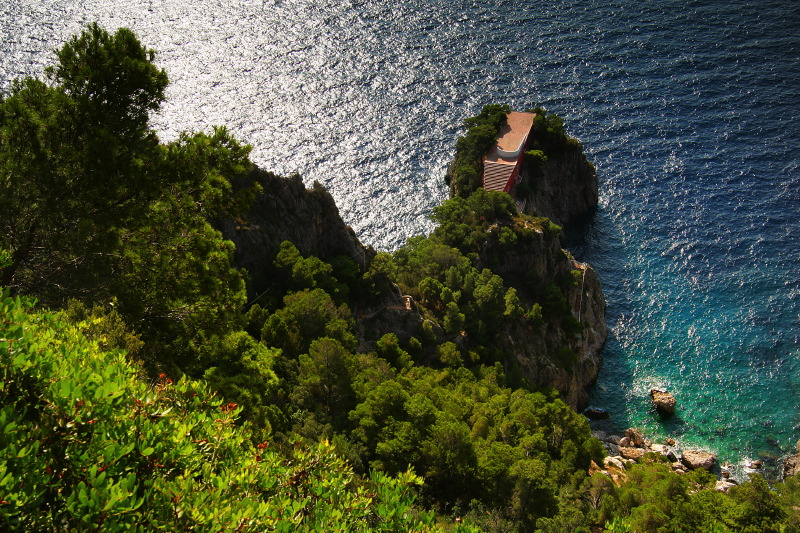
Вид с вершины острова
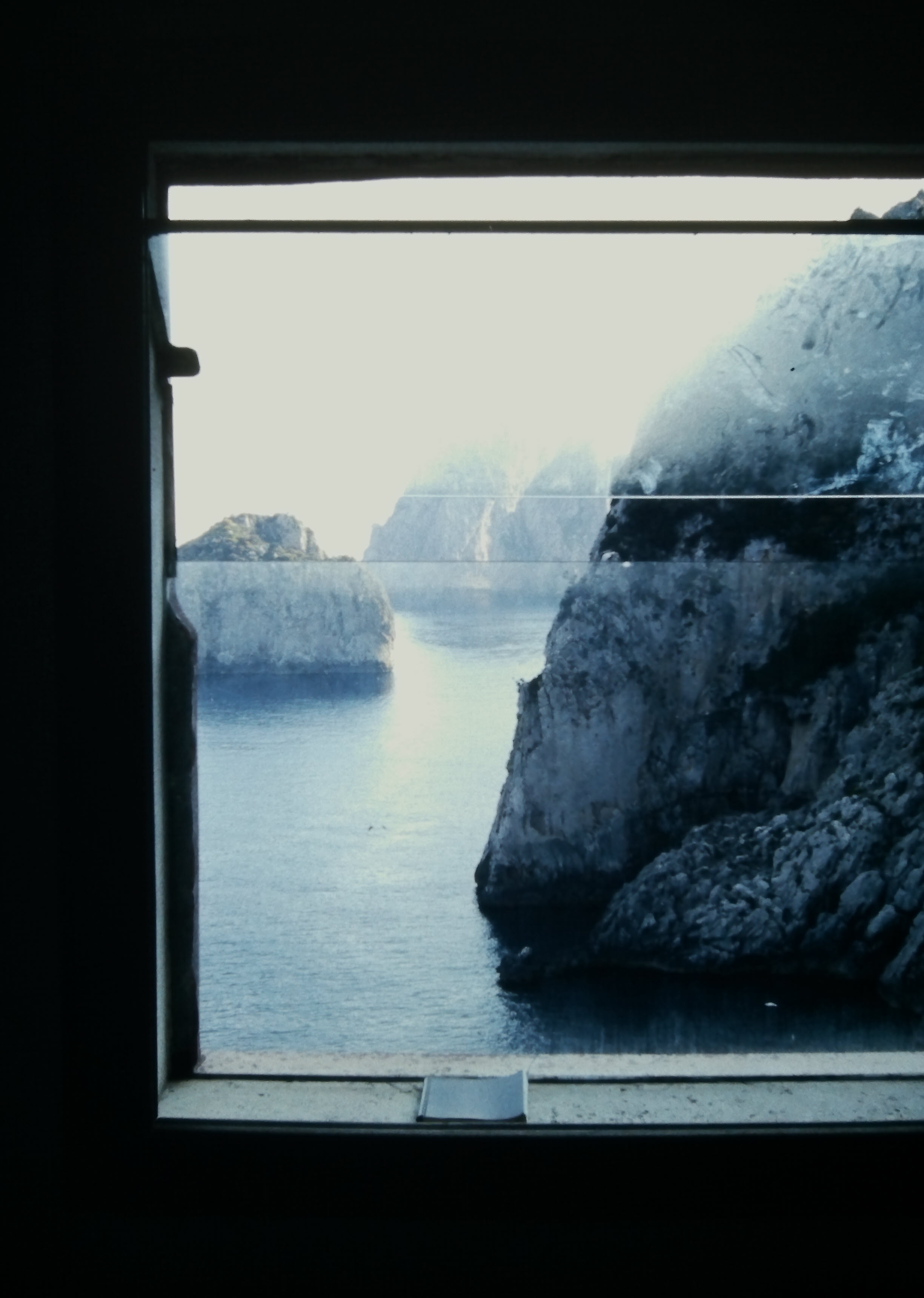
Вид из окна в 1991 году
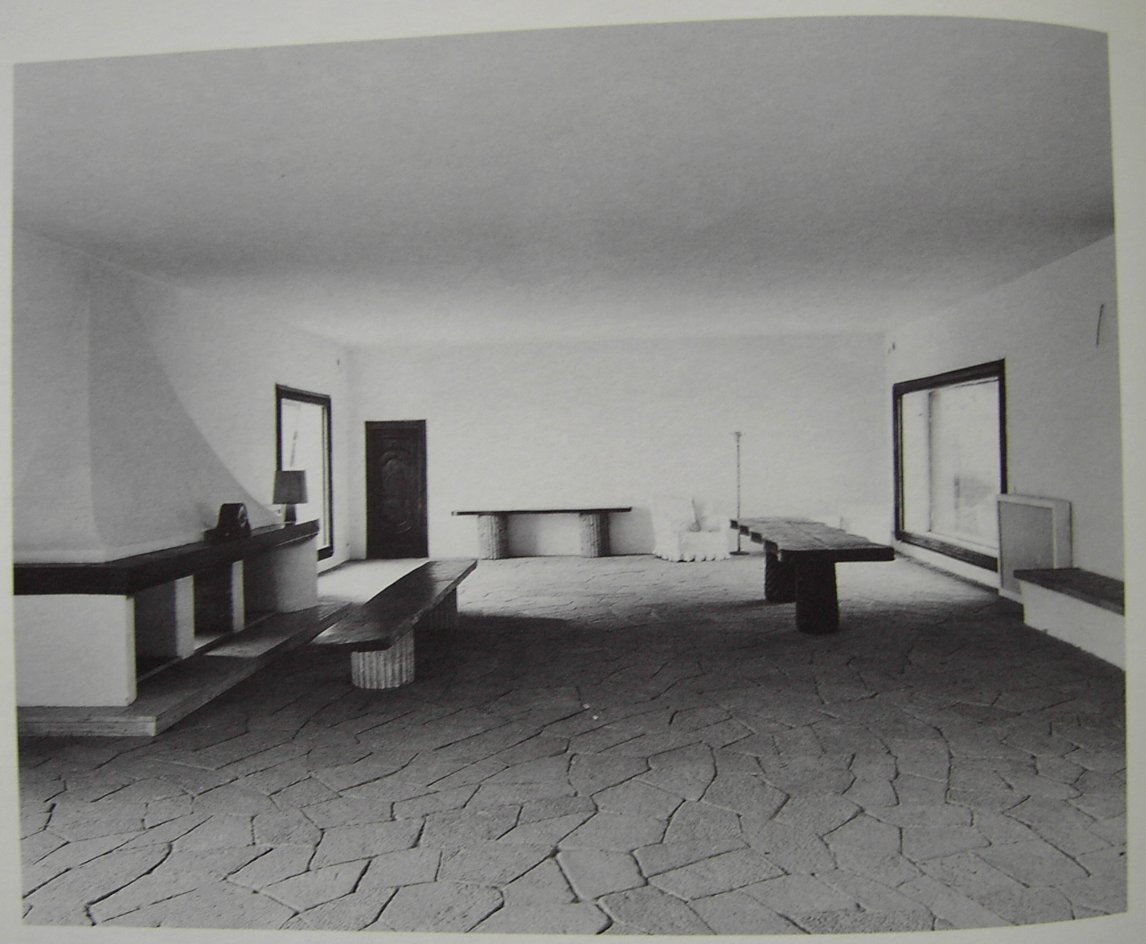
Интерьер каминной (площадь 142 м²)
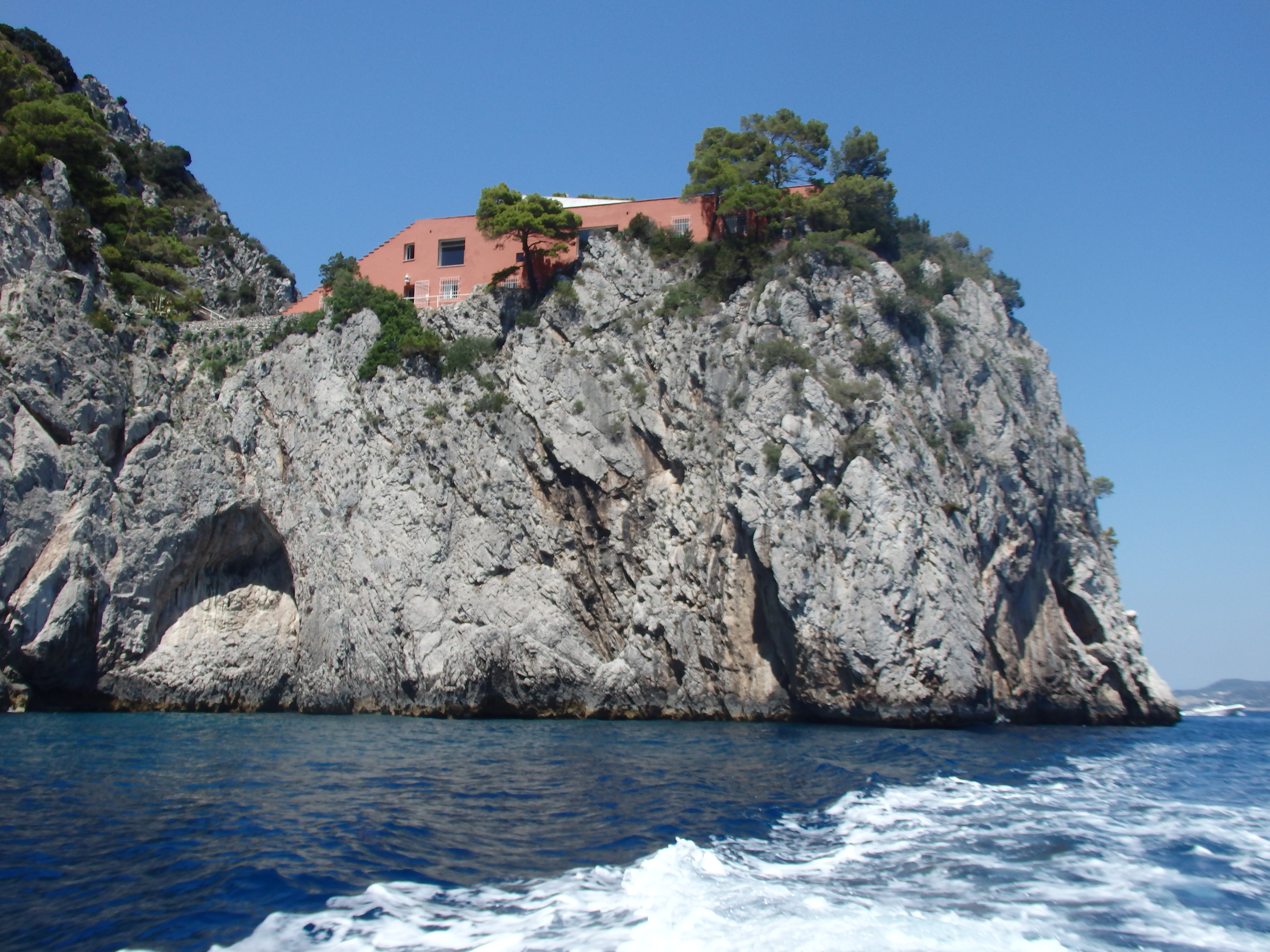
Вид с моря

## Реконструкция
После смерти Курцио Малапарте в 1957 году здание было заброшено и подверглось вандализму. Красивая декоративная печь внутри дома была разрушена. Также здание пострадало от природных факторов. В 1972 году вилла была передана в Фонд Джорджо Рончи. В конце 1980-х и начале 1990-х годов был произведен первый серьёзный ремонт. Восстановлением памятника при содействии коммерсантов-филантропов занимается Никколо Розитани (итал. Niccolò Rositani), внучатый племянник Малапарте.
В доме сохранилась значительная часть первоначальной мебели. Здание открыто для публики только для образовательных целей и культурных мероприятий.